# 天主教馬庫迪教區
天主教馬庫迪教區 （拉丁語：Diocesis Makurdensis）是尼日利亞一個羅馬天主教教區，屬阿布賈總教區。
1934年7月9日建立貝努埃宗座監牧區，1959年4月2日升為教區。
2012年有教友457,070人、廿七個堂區、八十四名司鐸。。現任教區主教為亞他那修·烏蘇。